# Keliko jezik
Keliko jezik (kaliko; ISO 639-3: kbo), jedan od deset Moru-Madi jezika koji se govori u Južnom Sudanu (10 000; 1998) na jugu provincije Yei; Demokratskoj Republici Kongo (7 500; 1989) u provinciji Orientale uz granicu Sudana; i manjim dijelom u Ugandi. 
Postoji nekoliko dijalekata, to su istočni i zapadni u Južnom Sudanu i didi i dogo u Ugandi.

## Vanjske poveznice
- Ethnologue (14th)
- Ethnologue (15th)